# Bataille de la ligne Oder-Neisse
Front de l'Est de la Seconde Guerre mondiale
Batailles
Front de l’Est

Prémices :
- Campagne de Pologne
- Guerre d’Hiver

Guerre germano-soviétique :
- 1941 : L'invasion de l'URSS

- Opération Barbarossa

Front nord : 
- Guerre de Continuation
- Opération Silberfuchs
- Siège de Léningrad

Front central : 
- 2e bataille de Brest-Litovsk
- Bataille de Białystok–Minsk
- 1re bataille de Smolensk
- Bataille de Kiev

Front sud : 
- Siège d'Odessa
- Campagne de Crimée

- 1941-1942 : La contre-offensive soviétique

Front nord : 
- Poche de Demiansk
- Poche de Kholm

Front central : 
- Bataille de Moscou

Front sud : 
- Seconde bataille de Kharkov

- 1942-1943 : De Fall Blau à 3e Kharkov

Front nord : 
- Offensive de Siniavino
- Opération Iskra
- Bataille de Krasny Bor
- Opération Poliarnaïa Zvezda

Front central : 
- Opération Mars

Front sud : 
- Bataille du Caucase (opération Fall Blau)
- Bataille de Stalingrad
- Opération Uranus
- Opération Saturne
- Offensive d'Ostrogojsk-Rossoch
- Offensive de Voronej-Kastornoe
- Opération Gallop
- Opération Étoile
- Troisième bataille de Kharkov

- 1943-1944 : Libération de l'Ukraine et de la Biélorussie

Front central : 
- 2e bataille de Smolensk
- Opération Bagration

Front sud : 
- Bataille de Koursk
- Bataille du Dniepr
- Offensive Dniepr-Carpates
- Offensive de Crimée
- Offensive de Lvov-Sandomir

- 1944-1945 : Campagnes d'Europe centrale et d'Allemagne

Allemagne : 
- Offensive Vistule-Oder
- Offensive de Poméranie orientale
- Siège de Breslau
- Offensive de Prusse-Orientale
- Bataille de Königsberg
- Bataille de Seelow
- Bataille de Bautzen
- Bataille de Berlin
- Capitulation allemande

Front nord et Finlande : 
- Guerre de Laponie
- Offensive Leningrad-Novgorod
- Bataille de Narva

Europe orientale : 
- Opération Margarethe
- Insurrection de Varsovie
- Soulèvement national slovaque
- Opération Panzerfaust
- Bataille de Budapest
- Opération Frühlingserwachen
- Offensive de Vienne
- Insurrection de Prague
- Offensive de Prague
- Bataille de Slivice

Front d’Europe de l’Ouest

Campagnes d'Afrique, du Moyen-Orient et de Méditerranée

Bataille de l’Atlantique

Guerre du Pacifique

Guerre sino-japonaise

Théâtre américain
La bataille de la ligne Oder-Neisse est la phase opérationnelle de l'une des deux dernières offensives stratégiques menées par l'Armée rouge lors de la campagne d'Europe centrale (1er janvier-9 mai 1945) pendant la Seconde Guerre mondiale. Sa phase initiale de percée s'est déroulée sur quatre jours, du 16 avril au 19 avril 1945, dans le contexte plus large de la bataille de Berlin. Les planificateurs militaires soviétiques divisent les phases frontale et en tenaille, nommée « Opération offensive stratégique de Berlin » en quatre opérations distinctes :
- Opération offensive Stettin-Rostock (16 avril 1945 - 5 mai 1945) par le 2e front biélorusse
- Opération offensive Seelow-Berlin (16 avril 1945 - 19 avril 1945) par le 1er front biélorusse
- Opération offensive Cottbus-Potsdam (16 avril 1945 - 27 avril 1945) par le flanc nord et le groupe mécanisé de cavalerie du 1er front ukrainien
- Opération offensive Spremberg-Torgau (16 avril 1945 - 25 avril 1945) par le flanc sud du 1er front ukrainien

La bataille provoqua de violents combats entre les trois fronts des maréchaux de l'Union soviétique, le 2e front biélorusse de Konstantin Rokossovsky, le 1er front biélorusse de Georgy Zhukov et le 1er front ukrainien d'Ivan Konev, qui agressèrent le groupe d'armées Vistule commandé par le colonel-général (Generaloberst) Gotthard Heinrici et le Generalfeldmarschall Ferdinand Schörner du Army Group Center.

## Opérations de combat

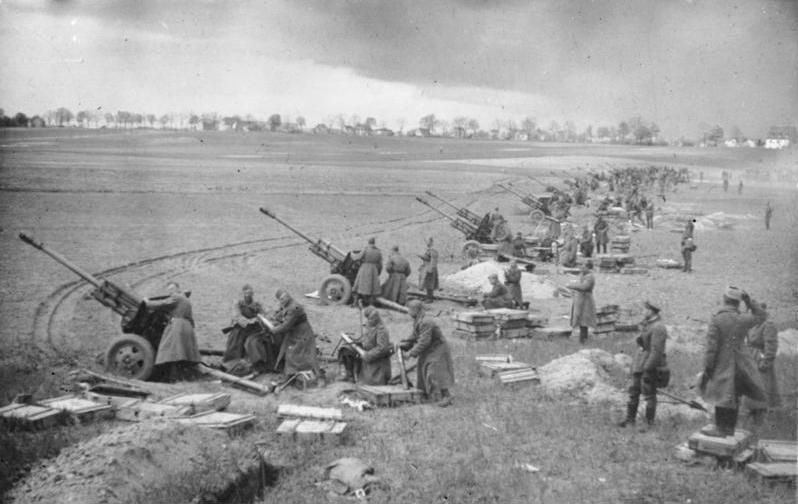
L'artillerie soviétique bombarde les positions allemandes pendant la bataille des hauteurs de Seelow.

La plupart des combats ont eu lieu lors de l'assaut du 1er front biélorusse sur les hauteurs de Seelow, qui ont été défendues par la 9e armée allemande (qui fait partie du groupe d'armées Vistule), dans ce qui deviendra la bataille de Seelow. Le 1er front ukrainien rencontre une résistance beaucoup plus légère en traversant la Neisse pour pénétrer les lignes défensives du groupe d'armées Centre.
Aux premières heures du 16 avril 1945, l'opération offensive stratégique de Berlin débute par un bombardement massif de milliers de pièces d'artillerie et de roquettes Katyusha dans un barrage qui dure jusqu'à deux heures sur certains secteurs du front. Peu de temps après et bien avant l'aube, le 1er front biélorusse attaque à travers l'Oder, et le 1er front ukrainien attaque à travers la Neisse. Le 1er front biélorusse est renforcé car celui-ci dispose de la mission la plus difficile en faisant face à la majorité des forces allemandes dans des défenses préparées,.

## Bataille de Seelow
L'attaque initiale du 1er front biélorusse est un désastre ; Heinrici anticipe le mouvement et retire ses défenseurs de la première ligne de tranchées juste avant que l'artillerie de l'Armée rouge ne les efface. La lumière de 143 projecteurs, destinés à aveugler les défenseurs, est diffusée par la brume matinale et fait des silhouettes utiles des formations attaquantes de l'Armée rouge. Le terrain marécageux s'avère être un grand obstacle et sous un contre-barrage allemand, les pertes de l'Armée rouge s'avèrent très lourdes. Frustré par la lenteur de l'avance, ou peut-être sur les ordres directs de la Stavka (« Quartier général »), Joukov jette toutes ses réserves, qui dans son plan doivent être retenues pour exploiter la percée attendue. En début de soirée, une avancée de près de six kilomètres avait été réalisée dans certaines zones, mais les lignes allemandes restaient relativement intactes.
Joukov est contraint de signaler que l'offensive de Seelow ne se déroulait pas comme prévu. Staline, afin de le stimuler, lui annonce qu'il donne à Konev la permission de diriger ses armées de chars vers Berlin par le sud,. La tactique de l'Armée rouge consistant à utiliser une concentration dense de puissance de feu donnait les résultats habituels. À la tombée de la nuit du 17 avril, le front allemand devant Joukov restait intact, mais de justesse.
Le 18 avril, les deux fronts soviétiques ont fait des progrès constants. À la tombée de la nuit, le 1er front biélorusse avait atteint la troisième et dernière ligne de défense allemande,.
Le quatrième jour de la bataille, le 19 avril, le 1er front biélorusse franchit la dernière ligne des hauteurs de Seelow en étant gravement épuisé, retirant les formations allemandes entre ses troupes et Berlin. Les restes de la 9e armée du général Theodor Busse, qui tenait les hauteurs, et le flanc nord restant de la 4e armée blindée, risquent d'être encerclées par des éléments du 1er front ukrainien.

## Opération offensive Cottbus-Potsdam
Au sud, l'attaque du 1er front ukrainien se déroule comme prévu car le groupe d'armées Centre (sous le commandement du général Ferdinand Schörner) n'offre pas autant d'opposition que celle rencontrée par les troupes de Joukov. La 4e Panzerarmee sur le flanc nord de sa formation se repliait sous le poids du 1er front d'attaque ukrainien. Deux divisions Panzer sur le flanc sud sont conservées en réserve pour un éventuel besoin du front du groupe d'armées Centre et ne sont pas disponibles pour renforcer la 4e Panzerarmee. Ce fut le tournant de la bataille, car à la tombée de la nuit, les positions du groupe d'armées Vistule et des secteurs sud du groupe d'armées Centre devenaient intenables. Sans un repli vers la 4e Panzerarmee, le groupe d'armées Centre font face à un encerclement. En effet, les attaques réussies de Konev sur les faibles défenses de Schörner au sud des positions des hauteurs de Seelow déstabilisent la défense de Heinrici,,.
Le 18 avril, le 1er front ukrainien, après avoir pris la ville de Forst, s'apprêtait à percer sur un terrain relativement plat,.
Des éléments des 3e armée de la Garde, 3e armée blindée et 4e armée de la Garde, qui formaient le Groupement mécanisé de cavalerie du Front, ayant exploité la brèche dans le secteur de la 4e Panzerarmee, virèrent au nord entre Seyda et Jüterbog vers une rencontre avec le 1er front biélorusse à l'ouest de Berlin.

## Offensive Spremberg-Torgau
D'autres armées du flanc sud du 1er front ukrainien attaquent à l'ouest en rejoignant les Américains. Au cours de l'attaque, la Führerbegleitbrigade est encerclée dans la poche de Spremberg et détruite, ses survivants se rendant aux Américains.
L'offensive marque la « réunion de Torgau » lorsque la 58e division de fusiliers de la 5e armée de la Garde, faisant partie du 1er front ukrainien, rencontre la 69e division d'infanterie de la 1re armée américaine près de Torgau, en Allemagne, sur l'Elbe, atteignant la Mulde le 8 mai.

## Opération offensive Stettin-Rostock
Le 20 avril, entre Stettin et Schwedt, le 2e front biélorusse de Rokossovsky attaque le flanc nord du groupe d'armées Vistule, tenu par la 3e Panzerarmee. Le 22 avril, le 2e front biélorusse avait établi une tête de pont sur la rive ouest de l'Oder sur 15 km de profondeur, et fut fortement engagé avec la 3e Panzerarmee.
Le 25 avril, le 2e front biélorusse franchit la ligne de la 3e Panzerarmee autour de la tête de pont au sud de Stettin et traverse le marais de Randow dans la région de Gramzow. Ils étaient maintenant libres de se déplacer vers l'ouest en direction du 21e groupe d'armées britannique et vers le nord en direction des ports baltes de Stralsund et de Rostock.

## Résultats
À la fin du 19 avril, le front allemand de l'Est au nord de Francfort autour du Seelow et au sud autour de Forst avait cessé d'exister. Les percées ont permis aux deux fronts de l'Armée rouge d'encercler une grande partie des 9e et 4e armées blindées allemandes dans une grande poche de 37 km à l'est de Francfort qui tentait de suivre le canal Oder-Spree jusqu'à Berlin. Les tentatives de percement par la 9e armée à l'ouest entraînera la bataille de Halbe,.
Alors que le 1er front biélorusse encercle Berlin, le 1er front ukrainien lance la bataille pour la ville elle-même.

## Statistiques opérationnelles
Le coût pour l'Armée rouge de la percée initiale s'avère très élevé. Entre le 1er et le 19 avril, ils perdent plus de 2 807 chars. Au cours de la même période, les Alliés occidentaux ont perdu 1 079 chars.

### Sources
- Beevor, Antony. Berlin: the Downfall, 1945,  (ISBN 0-670-88695-5)
- Ziemke, Earl F. Battle For Berlin: End of the Third Reich, NY: Ballantine Books, London:Macdomald & Co, 1969.